# Pentywyn
Pentywyn (etimològicament, fi de les dunes, en anglès Pendine) és un poble del comtat gal·lès de Sir Gaerfyrddin, en la badia de Caerfyrddin.

## Història
La població està formada per dues parts diferenciades: el nucli antic, situat dalt d'un turó i agrupat al vontant de l'església parroquial, i el petit barri marítim del port, a la costa. Al llarg del segle xx, aquest darrer passà a dedicar-se al turisme de platja. La platja de Pentywyn guanyà fama quan Malcolm Campbell i J.G. Parry-Thomas hi bateren el rècord de velocitat terrestre cinc vegades entre els anys 1924 i 1927. Parry-Thomas es matà en un darrer intent a aquesta mateixa platja el 1927.
La parròquia està situada a uns pocs quilòmetres al sud del Landsker, la frontera del domini lingüístic gal·lès, i és predenominantment anglo-parlant.

## Platja
Durant la Segona Guerra Mundial, la platja fou emprada com a camp de tir i, més recentment, l'empresa militar "QuinetiQ" també hi ha fet proves de la mateixa mena.
El Club de Land Sailing de Carmarthenshire té la concessió per a practicar-hi esports de tracció per vent, com el Land sailing (amb carretons a vela), Kite buggying (amb carretons arrossegats per estels de tracció) i Kite landboarding (monopatins arrossegats per estels).

## Llocs d'interès

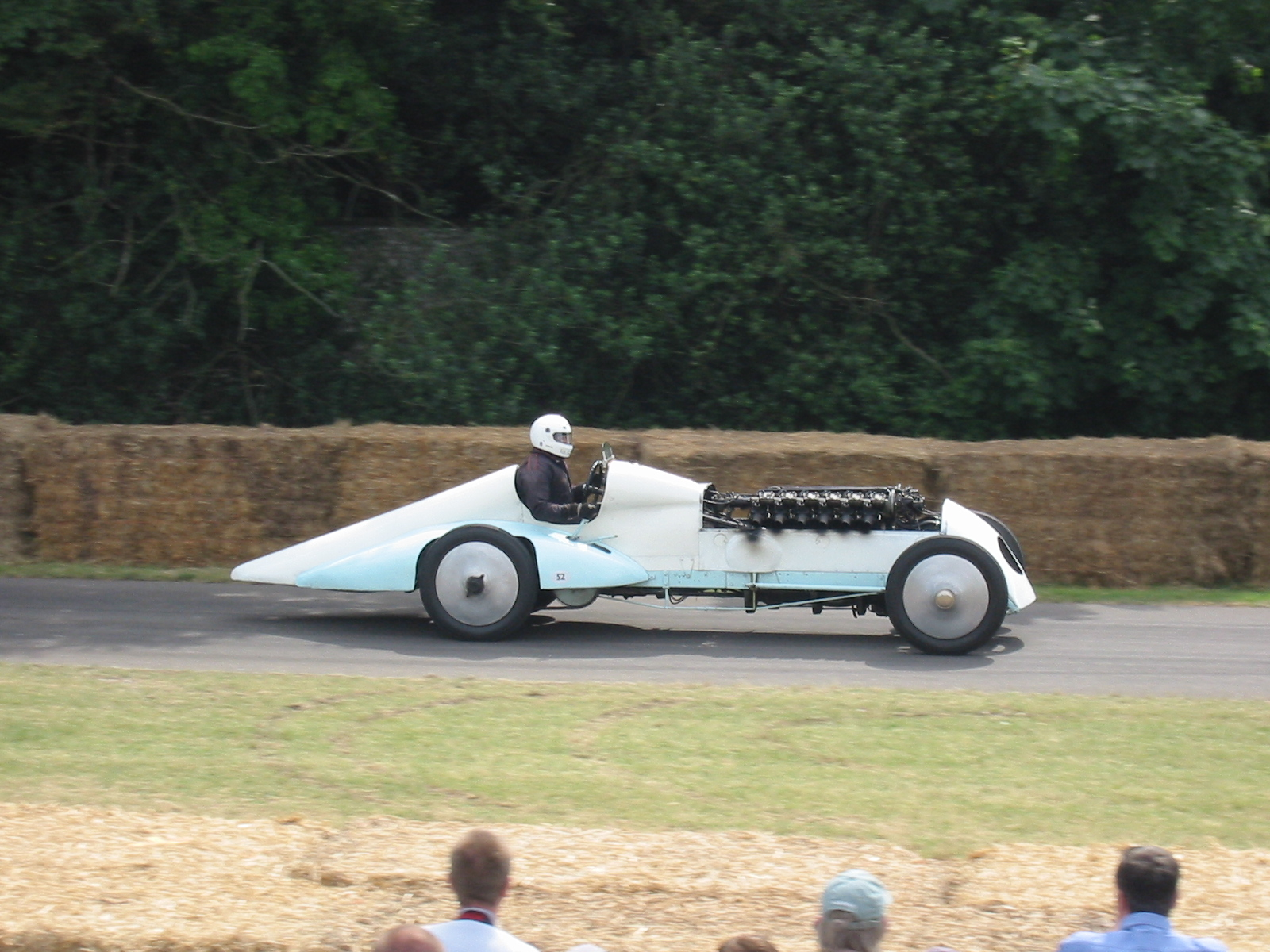
Babs

Pentywyn acull el Museu de la Velocitat, amb el restaurat Babs, el cotxe de Parry-Thomas. El museu té un horari de visita reduït (Informació Arxivat 2008-05-18 a Wayback Machine.).
L'església (Eglwys Cymyn) conserva la "Pedra d'Avitoria", del segle v, amb una inscripció en Ongham, un antic alfabet irlandès.